# アレクサンドロス・ロマンス
アレクサンドロス・ロマンス、またはアレクサンダー・ロマンスは、古代マケドニアのアレクサンドロス大王の生涯を素材として多くの空想をまじえ、ユーラシア大陸各地で語り継がれた伝説群の総称。伝奇的な内容のものが多く、分布地域は地中海地域と西アジアを中心に、インドや中国やエチオピアにまでおよぶ。

## アレクサンドロス・ロマンスの発生
アレクサンドロス大王の生涯と東方遠征は、王の生前から伝説化されはじめていた。しかし後世に長く語り継がれるアレクサンドロス・ロマンスの成立は、3世紀頃にエジプトのアレクサンドリアで書かれたとされる『アレクサンドロス大王物語』（伝カリステネス著）の登場を画期とする。この物語のなかでアレクサンドロスはエジプトの王子とされ、世界の果てを求めてあらゆる国々をさまよった末に裏切りによって殺されたことになっている。

## 西方世界における伝承
中世ヨーロッパにはアレクサンドロス大王に関係する説話が数多く存在しており、トマス・マロリーの『アーサー王の死』キャクストン版の編者ウィリアム・キャクストンによる序文ではアーサー王やシャルルマーニュといった伝説化された君主とともに九人の『過去の偉大な最上の人物』の一人としてあげられている。

## 東方世界における伝承

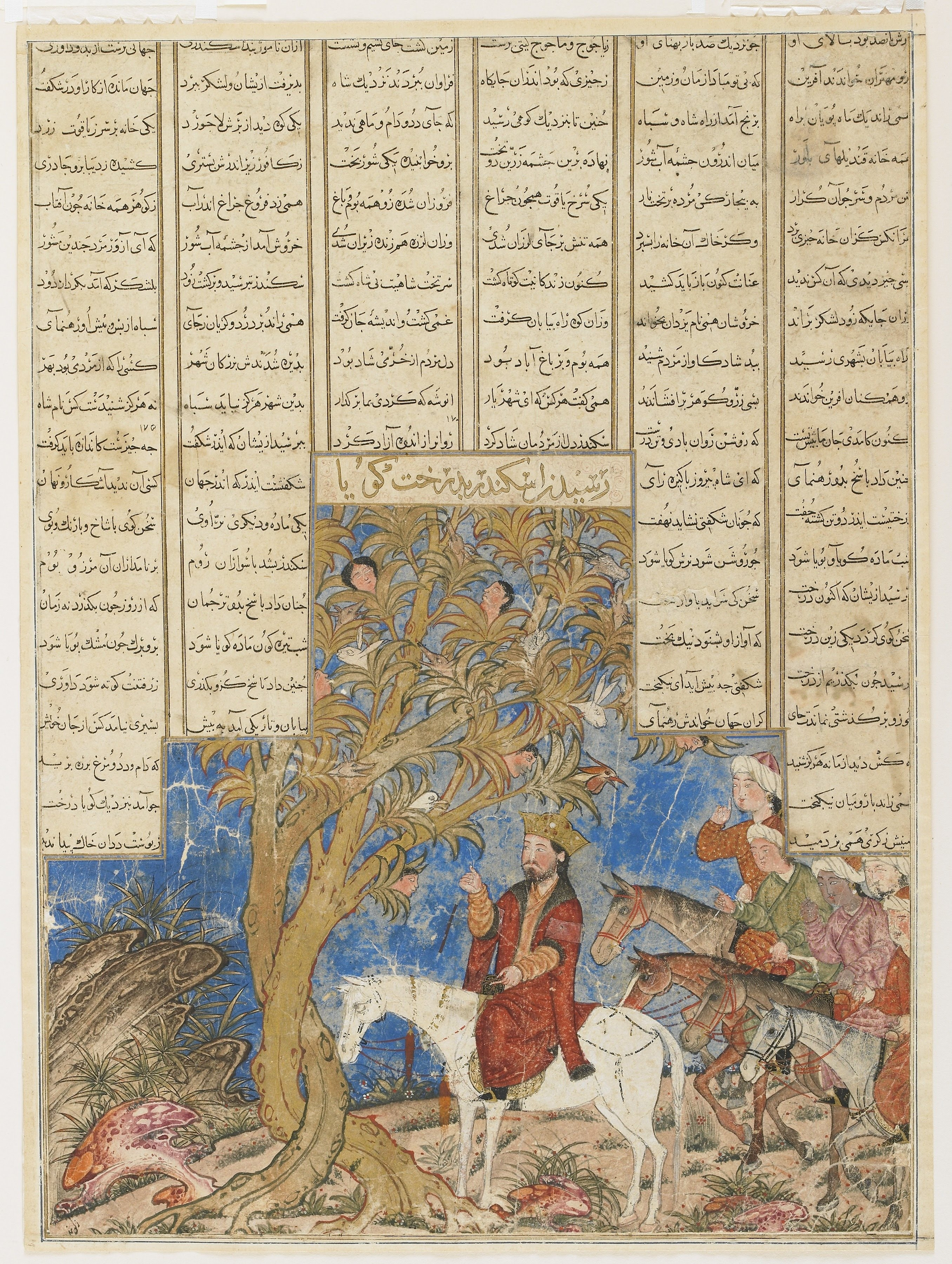
生物が実る「もの言う木」に至ったイスカンダル。フェルドウスィーの『シャー・ナーメ』より（14世紀前半、イルハン朝）

アレクサンドロスは東方世界ではイスカンダル双角王（イスカンダル・ズルカルナイン）として知られている。双角王（Dhul-Qarnayn, ドゥル・カルナイン）という通称は彼の額に二本の角が生えていたとの伝承に基づくもので、生前のアレクサンドロスが角のある兜を愛用していたという伝承（真偽は定かでない）に加え、古代オリエントにおける牡牛神信仰の影響があると考えられている。

### 西アジア
ゾロアスター教の伝承によれば、アケメネス朝時代には既に聖典アヴェスターが存在していたが、それらは全てアレクサンドロスによって焚書されたとされる（証明はされていない）。そのため、前イスラーム期のペルシアでは、アレクサンドロスはもっぱら悪しき侵略者としてのみ伝えられていた。しかしこの状況は中世に入るとともに次第に変化をはじめる。
まず6世紀以前に無名アルメニア人の手によってギリシア語のアレクサンドロス・ロマンスが中世ペルシア語（パフラヴィー語）に翻訳され、それがさらにシリア語に訳されてオリエント各地へ伝わっていった。また中東各地に存在したユダヤ教徒やキリスト教徒のあいだでも独自のアレクサンドロス伝承が語られていた。さらに7世紀に興ったイスラームが地中海世界におけるアレクサンドロスの伝承をイランに持ち込んでからは、アレクサンドロスのイメージは「善き英雄」としてのものに変質しはじめる。
なおイスラームの聖典『クルアーン』のなかにも「ズー・アル＝カルナイン/ズルカルナイン（二本角）」（ ذو القرنينDhū al-Qarnayn：「二本の角を持てる者」の意味）という人物が登場するが、これはアレクサンドロス大王がモデルであるというのがほぼ定説になっている。二本角についての物語は分量としてはごくわずかであるが、彼は世界の果ての探求者であり、アッラーの言葉を聴くことができる者（預言者）として描かれている。
11世紀イランの詩人フェルドウスィーは、サーサーン朝末期に編纂された歴史書『フワダーイ・ナーマグ』に範を採る、イランの伝説上の英雄たちの功業を描いた一大叙事詩『シャー・ナーメ』（『王書』）のなかにアレクサンドロス（カイ・イスカンダル王）を登場させた。物語の中でアレクサンドロスは伝説的なカイヤーニー朝の最後の王で、ダレイオス3世（ダーラー）の弟ということになっている。『シャー・ナーメ』のなかのアレクサンドロスにはなお暴君的な色彩が残るが、12世紀アゼルバイジャンの詩人ニザーミーがペルシア語叙事詩の５つの連作『ハムセ』（Khamse；五部作）の一編として、アレクサンドロスの生涯を主題とする『イスカンダル・ナーメ』（アレクサンドロスの書）を著したことにより、「偉大な悲劇的英雄」としてのアレクサンドロス像が確立した。
ビールーニーなど一部の学者は、アレクサンドロスの西アジアでの伝承と西方のギリシア語文献での伝承との甚だしい相違については困惑しているが、結局西アジア現地での伝承の方を真実に近いと判断したため「イランの帝王イスカンダル・ズルカルナイン」という認識は定着してしまった。アラビア語・ペルシア語の歴史書では、イスカンダルの出生については、イランのカイヤーニー王朝の帝王ダーラーブ（ダレイオス1世に相当）とユーナーンないしルーム（ギリシア世界）の帝王フィルフース（フィリッポス2世）の王女とのあいだに生まれたということになっている。王女を疎ましく思ったダーラーブは王女を実家のルーム地方に返し、そこで祖父のフィルフースのもとで誕生・成長。やがてイランの帝王になった兄弟のダーラーと争いこれを討伐し、イスカンダルは両地域に君臨して「ルームとイランの帝王である征服者イスカンダル・ズルカルナイン」となったと認識されるようになった。この種の「征服者イスカンダル・ズルカルナイン」像は、14世紀のイルハン朝で『シャー・ナーメ』や『イスカンダル・ナーメ』などのニザーミーの『五部作』の挿し絵付き写本が大量に作成されたことで、中央アジア、イラン、アナトリアの各地でテュルク・モンゴル系の王侯達にも広く愛読され、君主の規範のひとつとされるようになった。

### その他の地域
東南アジアのマレー年代記には、アレクサンドロスとインドの王女の子孫であるラジャ・スランという人物が登場し、中国まで兵を進めたとされる。
インドの軍神スカンダの名が「アレクサンドロス」のアラビア・ペルシア語名「イスカンダル」に由来するという説も唱えられている。またインドの賢明な老王がアレクサンドロスと交わしたという哲学的対話や、インドの王たちがアレクサンドロスの陣営に毒使いの娼婦を送り込んで王を暗殺したなどという伝奇物語も存在する。しかしアレクサンドロスと同時代のインドの文献には彼の名が全く見られないので、これらはすべて後世に作られた物語と考えられる。
なお、インドのアレクサンドロスをめぐる物語としては、マウリヤ朝の建国者チャンドラグプタが青年時代にアレクサンドロスと出会ったという逸話も伝えられる。これは同時代の確実な文献が存在しないため、まったく証明不可能であるが、状況的には可能なストーリーである。すなわちチャンドラグプタはアレクサンドロスの帰還直後に西北インドで挙兵した。したがって上記の諸伝説に比べれば比較的信憑性が高い。
中国の『北斉書』には、北斉の創始者である文宣帝が少年の頃、父の高歓から複雑に絡まった糸を解くように命じられて剣で斬った（「高祖嘗試觀諸子意識 各使治亂絲 帝獨抽刀斬之」）という逸話がある。これはアレクサンドロス大王の有名な逸話「ゴルディアスの結び目」の換骨奪胎と考えられる。
南宋の泉州市舶司であった趙汝适が著した『諸蕃志』には、勿斯里（ミスル、アラビア語: مصر）の遏根陀國（アレキサンドリア）の徂葛尼（ズルカルナインの音写とされる）による大塔（アレクサンドリアの大灯台）が記述されている。

## 関連文献
- 伝カリステネス『アレクサンドロス大王物語』（橋本隆夫訳、国文社「叢書アレクサンドリア図書館 第7巻」、2000年）
  - 改訂版 『アレクサンドロス大王物語』（ちくま学芸文庫、2020年）
- ナポリの首席司祭レオ『アレクサンデル大王の誕生と勝利』（芳賀重徳訳、近代文芸社、1996年）
- 井本英一、岡本健一、金澤良樹『アレクサンダー大王99の謎』（サンポウジャーナル、1978年）